# 栃木県道337号下日向粟野線

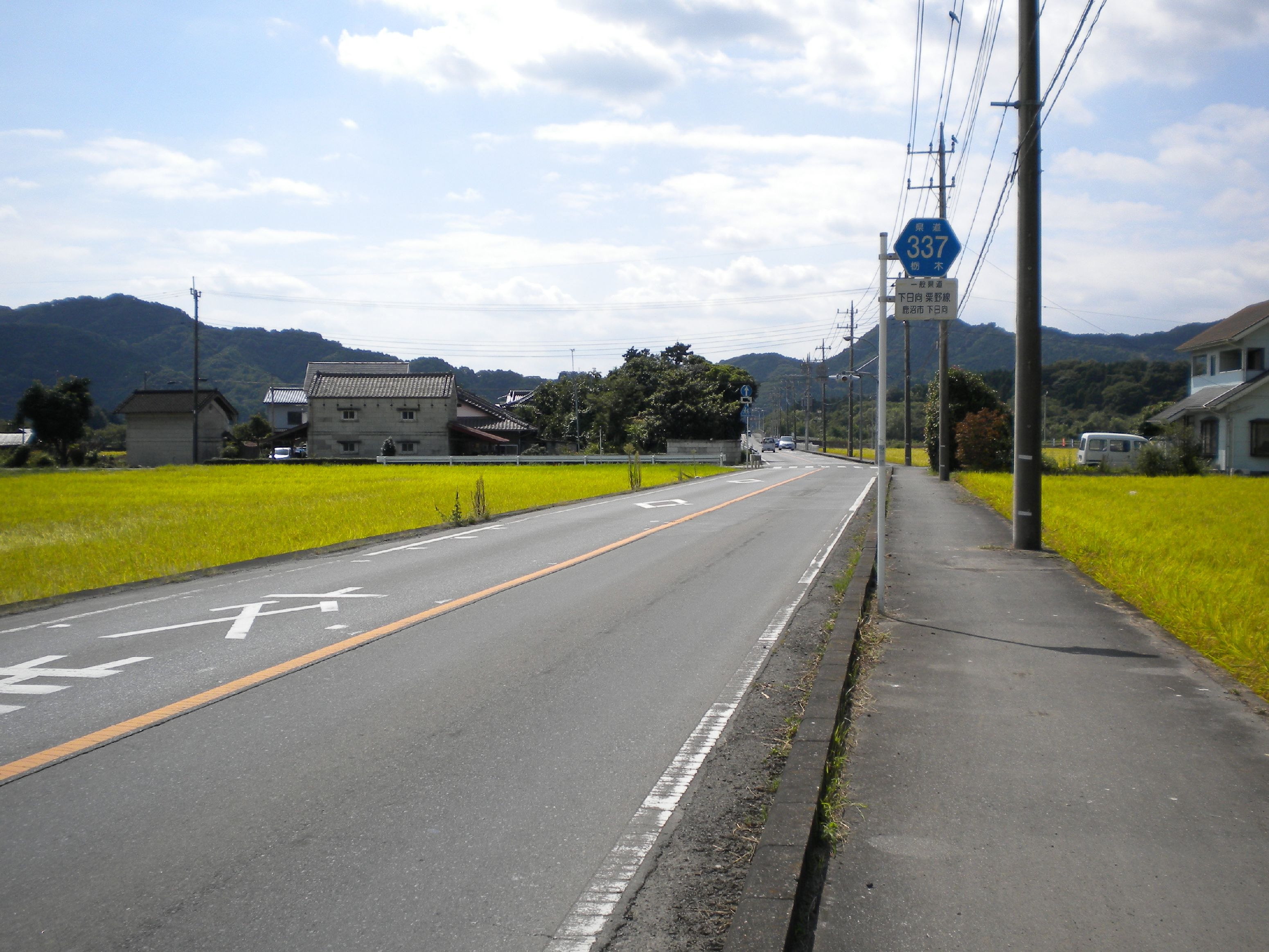
鹿沼市下日向（起点）付近

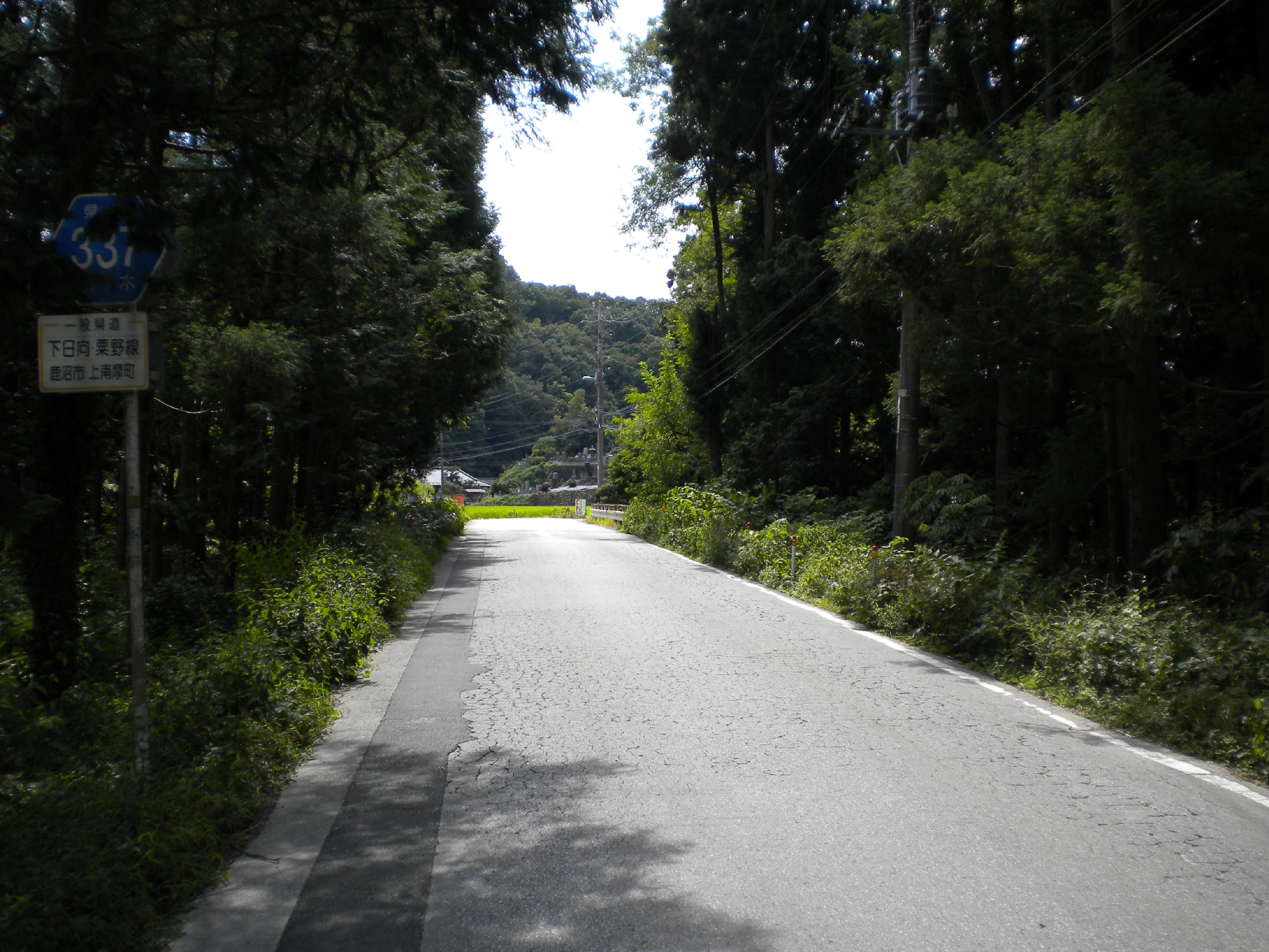
鹿沼市上南摩町付近

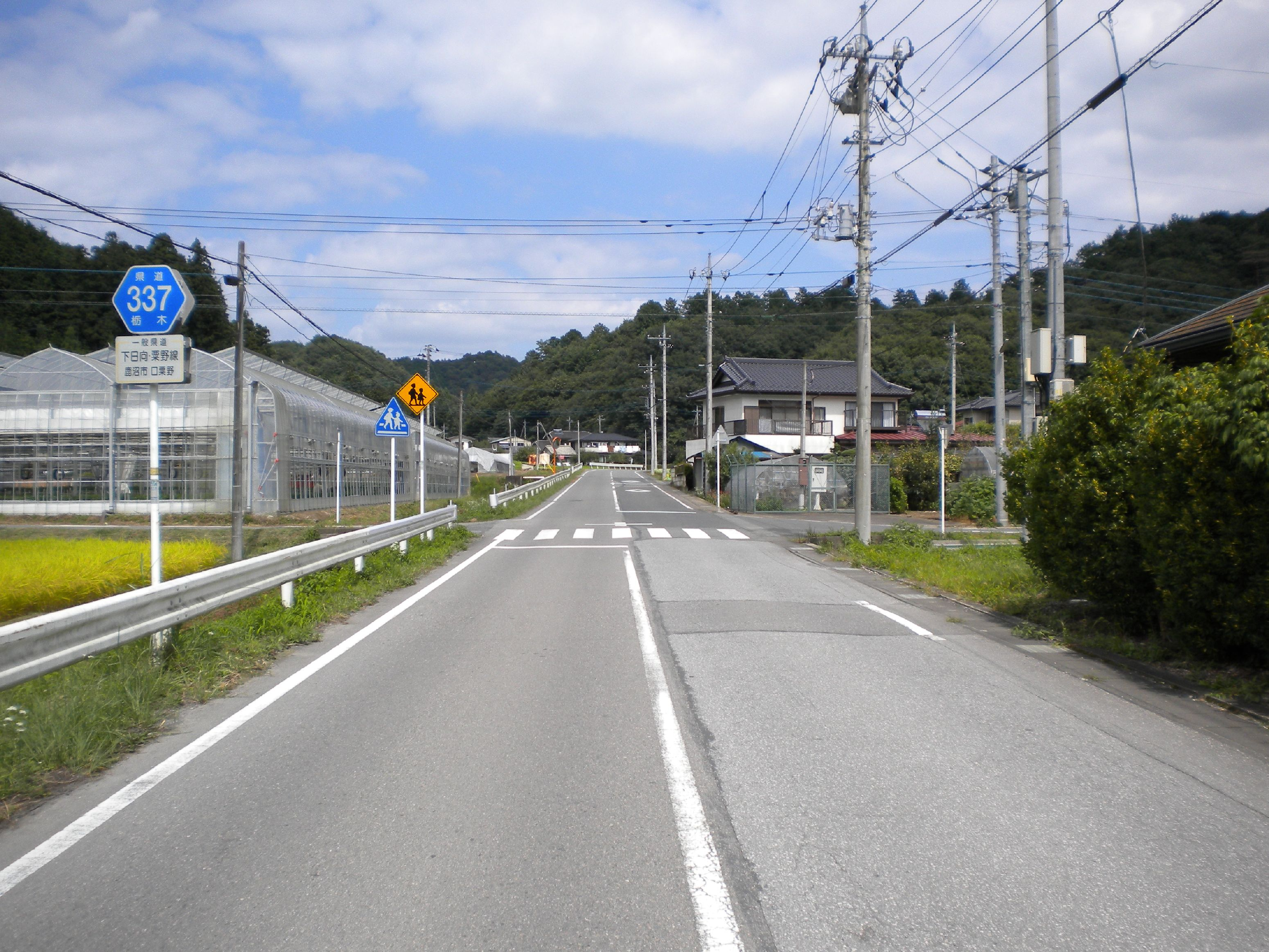
鹿沼市口粟野（終点）付近

栃木県道337号下日向粟野線（とちぎけんどう337ごう しもひなたあわのせん）は、栃木県鹿沼市に位置する一般県道である。

## 概要
鹿沼市南部、粟野地区（旧粟野町）北東に向かい、同市東大芦地区（旧東大芦村）までを結ぶ路線である。粟野地区では途中栗沢峠を越えるが、付近はゴルフ場となっている。

## 路線データ
- 起点：栃木県鹿沼市下日向（下日向交差点＝栃木県道241号上日向山越線交点）
- 終点：栃木県鹿沼市口粟野（栃木県道246号草久粟野線交点）
- 総延長：6.696km
- 実延長：6.238km
- 認定：1996年（平成8年）4月1日

## 交差する道路
- 栃木県道177号上久我栃木線（鹿沼市上南摩町：一部重複）

## 歴史
- 1996年（平成8年）4月1日 - 一般県道鹿沼粟野線として認定。
- 2008年（平成20年）4月1日 - 告示改正により下日向粟野線に改称。

## 沿線施設
- 鹿沼運動公園